# Женитьба (фильм, 1937)
«Жени́тьба» — советский кинофильм 1937 года. Экранизация пьесы Н. Гоголя. Первая режиссёрская работа актёра Эраста Гарина. Вышел на экраны 28 июля 1937 года, но уже в августе картина была изъята из проката.
Фильм считается утраченным.

## Сюжет
Чиновник Подколесин тяготится своей холостяцкой жизнью, но в то же время боится нарушить привычный уклад. Его друг Кочкарёв сватает Подколесину купеческую дочку Агафью Тихоновну. Немало трудов стоит Кочкарёву уговорить приятеля отправиться к невесте. Но в последний момент Подколесин, испугавшись предстоящих перемен, скрывается.
— Советские художественные фильмы. Аннотированный каталог. Том II. 1961

## В ролях
- Нина Латонина — Агафья Тихоновна Купердягина, купеческая дочь, невеста
- Эраст Гарин — Иван Кузьмич Подколесин, надворный советник, жених
- Степан Каюков — Иван Фомич Кочкарёв, друг Подколесина
- Алексей Матов — Никанор Иванович Анучкин, отставной офицер, жених
- Александр Чекаевский — Алексей Дмитриевич Стариков, гостинодворец, жених
- Зоя Фёдорова — Дуняша, девочка в доме Купердягиных
- Вера Стрешнева — Арина Пантелеймоновна, тётка Агафьи Тихоновны
- Ольга Томилина — Фёкла Ивановна, сваха
- Константин Гибшман — Балтазар Балтазарович Жевакин, отставной моряк, жених
- Александр Лариков — Иван Павлович Яичница, экзекутор, жених

## Съёмочная группа
- Авторы сценария: Эраст Гарин, Хеся Локшина
- Режиссёры-постановщики: Эраст Гарин, Хеся Локшина
- Оператор-постановщик: Анатолий Погорелый
- Художник-постановщик: Исаак Махлис
- Звукооператор: Александр Беккер

Музыка в картине была скомпанована из произведений М. Глинки, А. Гурилёва и А. Ланнера. Обрабатывал и оркестровал А. Паппе.

## История проката, исчезновение
Сохранившееся разрешительное удостоверение фильма датируется 22 марта 1937 года. Одна из предпремьер картины прошла 6 апреля 1937 года в Доме коммунистического воспитания молодёжи в Ленинграде. Об экранизации Гарина—Локшиной хорошо отозвались В. Пудовкин, С. Юткевич, М. Кольцов, Б. Эйхенбаум.
 Однако в августе 1937 года из Главного управления  кинематографии пошли телеграммы, в которых «основным пороком картины называлось искажение произведения Гоголя». Историки кино связывают это с кампанией по разоблачению не только «мейерхольдовщины», но и с травлей самого Всеволода Эмильевича, учителя Гарина и его ближайшего сподвижника.

Стремление авторов фильма трактовать гоголевскую комедию как «комедию социально-мотивированного трюка» привело, по отзывам прессы, к искажению содержания классического произведения русской литературы.
— Советские художественные фильмы. Аннотированный каталог. Том II. 1961
Последний раз Гарину и Локшиной удалось увидеть свою картину в августе 1941 года, копия тогда находилась в фильмотеке ВГИКа. После войны создатели предпринимали безуспешные попытки разыскать свой фильм, обращались в Госфильмофонд СССР, запрашивали французскую синематеку.
В 2000-е годы был воссоздан на основе монтажных листов, сохранившихся кадров из фильма и фотографий, сделанных во время съёмок. Впервые был показан на фестивале «Кинотавр» в 2006 году в рамках проекта «Возвращённые шедевры».